# 北丸森駅
北丸森駅（きたまるもりえき）は、宮城県伊具郡丸森町舘矢間木沼にある阿武隈急行線の駅である。キャッチフレーズは、「古墳と歴史のまち」。

## 歴史
- 1986年（昭和61年）7月1日：開業[1]。

## 駅構造

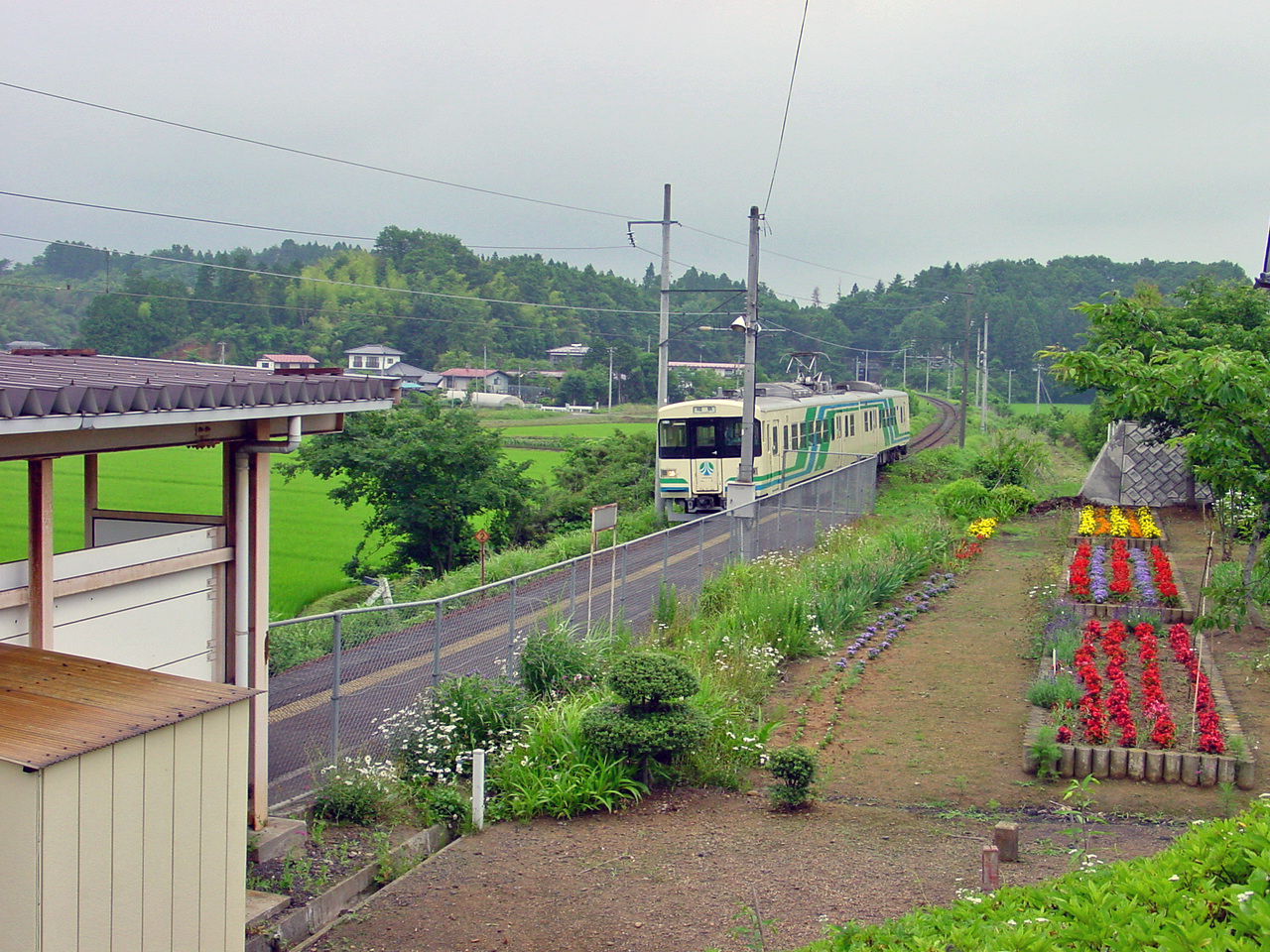
ホーム遠景（2003年6月）

単式ホーム1面1線の地上駅である。駅自体が周辺よりも低い場所にあるため、ホームは階段を降りた所にある。駅舎はなく、待合室があるだけの駅である。

## 利用状況
| 1日乗降人員推移 | 1日乗降人員推移 |
| 年度            | 1日平均人数     |
| --------------- | --------------- |
| 2011年          | 20              |
| 2012年          | 28              |
| 2013年          | 25              |
| 2014年          | 18              |
| 2015年          | 21              |
| 2016年          | 22              |
| 2017年          | 21              |
| 2018年          | 29              |

## 駅周辺
田畑が大きく広がる所にあるが、民家が点在する。
- 宗吽（）神院（宗吽院）[4]
- 宮後古墳群
- 天理教精連分教会
- 丸一ゴム製作所丸森工場
- 国道113号

## 隣の駅
阿武隈急行
■阿武隈急行線
丸森駅 - 北丸森駅 - 南角田駅